# IC 2638
IC 2638 — галактика типу SB0-a (компактна витягнута галактика) у сузір'ї Лев.
Цей об'єкт міститься в оригінальній редакції індексного каталогу.